# Carex celebica
Espèce
Classification phylogénétique
Carex celebica est une espèce de plantes du genre Carex et de la famille des Cyperaceae.